# 佐良嶽
佐良嶽（さらだけ）とは、現在の金沢市金石町あたり、かつて犀川河口南岸に存在したと考えられる砂丘地。度重なる嵐や大波で砂丘地が削られ、麓に鎮座していた元々の大野湊神社は海中へ没したといわれる（現在の大野湊神社は、建長4年（1252年）の火災の際に、古大野から東八丁をへだてた寺中町の離宮八幡宮に遷座されたもの）。佐良嶽の名も、近世には既に失われてしまった。

## 文献における記載
『源平盛衰記』に以下の記述がある。
搦手の大将軍には越前三位通盛、三河守知度、侍には越中前司盛俊、上総守忠清、飛騨守景家、三萬餘騎を相具して、志雄山へこそ向ひけれ。彼山は能登加賀越中三箇国の境也。能登路白生を打過て、日角、見室尾、青崎、大野、徳蔵宮腰までぞつゞきたり。
平家は礪並山を落されて、加賀国宮腰佐良嶽の濱に陣を取、旗を上よとて佐良嶽山に赤旗少々指上たり。
この書籍の成立は『平家物語』の先とも後とも言われ、正確な成立年代は不明ながら、宮腰の地名の文献における最古の記載例と考えられる。なお、Harvard-Yangching図書館所蔵『平家物語』長門本には、宮腰や佐良嶽は確認できない。宮腰の地名が『平家物語』に見られるという説は、次に挙げる文献に由来するものかもしれない。大日本史巻二百三十列伝百五十七の源義仲に、『源平盛衰記』および『平家物語』によるものとして、以下の記述がある。
維盛僅免、収散卒加賀、保宮腰佐良嶽、源行家率所部兵向志雄山、軍不利、義仲聞之自率騎四萬赴之、敵将平盛俊聞維盛敗、奔于佐良嶽、義仲遂北至加賀、・・・